# Becca di Suessa
La Becca di Suessa (3.423 m s.l.m. - detta anche Pointe des Mines - lett. Punta delle miniere) è una montagna delle Alpi della Grande Sassière e del Rutor nelle Alpi Graie. Si trova lungo la linea di confine tra l'Italia e la Francia. Dal versante italiano sovrasta la Valgrisenche; da quello francese la Val d'Isère. È collocata a metà strada tra l'Aiguille de la Grande Sassière e l'Ormelune.

## Toponimo
La grafia "Suessa" altro non è che l'adattamento italiano della pronuncia in patois valgrisein "Schuétse", unico toponimo ufficiale per il comune di Valgrisenche.

## Accesso
Si può salire sulla vetta partendo dalla Valgrisenche e passando dal Rifugio Mario Bezzi (2.284 m).